# Новеньке (Локтівський район)
Но́веньке (рос. Новенькое) — село у складі Локтівського району Алтайського краю, Росія. Адміністративний центр та єдиний населений пункт Новенської сільської ради.

## Населення
Населення — 539 осіб (2010; 827 у 2002).
Національний склад (станом на 2002 рік):
- росіяни — 94 %